# Серебряно-Прудская дубрава
Серебряно-Прудская дубрава — государственный природный заказник (комплексный) регионального (областного) значения Московской области, целью которого является сохранение ненарушенных природных комплексов, их компонентов в естественном состоянии; восстановление естественного состояния нарушенных природных комплексов, поддержание экологического баланса. Заказник предназначен для:
- сохранения и восстановления природных комплексов;
- сохранения местообитаний редких видов растений и животных.

Заказник основан в 1990 году. Местонахождение: Московская область, городской округ Серебряные Пруды, сельское поселение Узуновское, с юго-востока примыкает к рабочему поселку Серебряные Пруды. Для предотвращения неблагоприятных антропогенных воздействий на заказник на прилегающих к нему территориях создана охранная зона, расположенная на двух участках, разделенных автодорогой Р-114 «Кашира-Серебряные Пруды-Кимовск-Узловая». Площадь заказника составляет 486,17 га. Заказник включает кварталы 70-78 Серебряно-Прудского участкового лесничества Луховицкого лесничества.

## Описание
Территория заказника расположена на северо-восточных склонах Среднерусской возвышенности в зоне распространения волнистых, наклонных, моренно-водноледниковых, эрозионно-денудационных равнин.
Особенности рельефа территории предопределены её геологическим строением. В нижней части склона долины реки Осетр залегают известняки и доломиты карбона, а в верхней части — пески, алевриты и глины мела. На междуречье залегает чехол из покровных, склоновых и пролювиальных суглинков, которые подстилаются маломощными ледниковыми валунными суглинками днепровской морены.
Абсолютные высоты территории заказника колеблются от 150 м над у.м. (отметка днища ручья Аксень) в юго-восточной части заказника до 203 м над у.м. (высота вершины холма) в западной части заказника.
Территория заказника располагается на левобережье реки Осетр и включает участок междуречной равнины с плосковершинными возвышениями и эрозионными формами балочного типа. Междуречная поверхность расположена на абсолютных высотах около 170—200 м над у.м., и возвышается над урезом воды реки Осетр на 40-70 м. Общий наклон поверхности равнины восточный, в сторону ручья Аксень.
Вдоль северной и восточной окраины заказника протягивается крупная эрозионная форма балочного типа. Длина балки (в пределах заказника) — более 4 км, ширина — 70—100 м. В днище балки имеется современный эрозионный врез с временным водотоком — ручьем Аксень. Вдоль юго-восточной границы заказника протягивается менее крупная балка (длиной 1,5 км и шириной 50—80 м). На склоне балок образовались оползневые тела и суффозионные ниши.
Территория заказника относится к бассейну реки Осетр. Гидрологический сток с поверхности территории направлен на восток в русло ручья Аксень (левый приток реки Осетр).
На междуречной равнине в пределах заказника преобладают серые типы почв, сформировавшиеся под широколиственными лесными массивами. В нижних частях склоновых поверхностей равнин, межхолмовых понижениях, на участках с замедленным дренажем образовались серые глеевые почвы. На переувлажненных участках днищ балок, в местах сочений грунтовых вод отмечаются перегнойно-глеевые почвы.

### Флора и растительность
Территория заказника занята лесными массивами, произрастающими на междуречной равнине и в прорезающих её эрозионных формах.
Господствующую роль в растительном покрове заказника играют полидоминантные широколиственные леса. На значительной площади они были пройдены рубками 40—50-ти летней давности, поэтому в настоящее время развиты производные варианты сообществ с преобладанием тех или иных широколиственных или мелколиственных пород. На пологих приводораздельных склонах произрастают кленово-липовые с ясенем, дубом, осиной лещиновые широкотравные леса. В древостое, как правило, присутствует несколько пород, образующих два подъяруса. Высота первого древесного яруса достигает 25—27 метров, диаметр стволов — 35 см, сомкнутость — 0,8—1,0. Кустарниковый ярус хорошо выражен (сомкнутость — 40—60 %). В нём преобладают лещина, бересклет бородавчатый, жимолость лесная, черемуха. Местами обильно встречается клен полевой — вид, занесенный в Красную Книгу Московской области. Травостой имеет общее проективное покрытие 60—80 %. Среди доминантов наиболее часто встречаются зеленчук жёлтый, пролесник многолетний, звездчатка жестковолосистая, ветреница лютиковая, типична примесь чины весенней, будры плющевидной, подмаренника душистого, лютика кашубского, медуницы неясной.
Для сообществ, произрастающих на дренированных склонах и водоразделах, характерно участие многих редких и уязвимых видов. Под пологом кленово- дубово-липовых широкотравных лесов спорадически встречается клен полевой, участвующий в сложении сомкнутого подлеска. В травостое широколиственных лесов с ясенем и вязом участвуют хохлатка Маршалла и зубянка пятилистная (виды, занесенные в Красную книгу Московской области). Изредка встречается любка зеленоцветковая, также занесенная в Красную книгу Московской области.
К приводораздельным поверхностям и пологим склонам в заказнике приурочены наиболее свежие вырубки, на месте которых произрастают средневозрастные березовые леса (кварталы 70, 75, 76). В древостое высотой до 20—22 метров в примеси к березе участвуют липа и клен. Подлесок этих сообществ разреженный (сомкнутость — 10—20 %), образован лещиной и бересклетом бородавчатым. Травостой хорошо развит (общее проективное покрытие — 70—80 %), характеризуется высоким богатством дубравными видами. В сообществах спорадически отмечается подрост ели до 1-2 метров высотой, по- видимому, являющийся искусственным насаждением.
По днищам и на крутых склонах эрозионных форм, произрастают березово-липово-кленовые и кленово-ясеневые с дубом, вязом, осиной лещиновые широкотравные леса. Растительные ассоциации данных местообитаний схожи с сообществами водоразделов, что связано с отсутствием здесь постоянных водотоков. Травостой сообществ, как правило, более разреженный, но встречаются сомкнутые участки со снытью, медуницей неясной, гравилатом речным, лютиком кашубским, ясноткой пятнистой, копытнем, щитовником мужским, колокольчиками широколистным и крапиволистным (оба — редкие и уязвимые виды, не включенные в Красную книгу Московской области, но нуждающиеся на её территории в постоянном контроле и наблюдении). Локально в большом обилии в широколиственных лесах, как на водоразделе, так и в балках (кварталы 71, 72, 75) встречается лук медвежий, или черемша (вид, занесенный в Красную книгу Московской области). Повсеместно весной цветет ветреница лютиковая, в балках обычен петров крест чешуйчатый.
Большой интерес в заказнике представляют и нелесные местообитания, встречающиеся локально и связанные с антропогенной деятельностью. По вырубкам вдоль просек в условиях повышенного увлажнения развиты влажнотравные заросли черемухи и кустарниковых видов ив. Доминантами травостоя выступают крапива двудомная, чистец лесной, сныть. На опушках и просеках в условиях хорошего дренажа произрастают мезофитные разнотравнозлаковые луга. Среди доминантов этих сообществ — ежа сборная, овсяница луговая, клевер луговой, колокольчик сборный. Встречаются степные виды — тимофеевка степная, таволга обыкновенная, а также мытник Кауфмана и чина чёрная — виды, включенные в Красную Книгу Московской области.

### Фауна
Фауна позвоночных животных заказника отличается хорошей сохранностью. Видовой состав является . типичным для сообществ смешанных и широколиственных лесов Московской области.
На территории заказника отмечено 28 видов позвоночных животных, из них два вида амфибий, 15 видов птиц и 11 видов млекопитающих.
Местообитания заказника, представленные в основном полидоминантными лиственными лесами с преобладанием широколиственных пород, населяют как типичные обитатели неморальных сообществ, так и виды, широко распространенные в лесных сообществах различных типов. Всего в заказнике выделяется один зоокомплекс (зооформация) — зооформация смешанных и лиственных лесов.
Данная зооформация представлена в заказнике следующими видами: обыкновенная бурозубка, обыкновенная белка, малая лесная мышь, рыжая полевка, лесная куница, обыкновенная лисица, енотовидная собака, ласка, кабан, лось (единично), лесной конек, ворон, большой пестрый дятел, пеночка-трещотка, обыкновенный соловей, славка-черноголовка, мухоловка-пеструшка, мухоловка- белошейка (редкий и уязвимый вид, не включенный в Красную книгу Московской области, но нуждающийся на территории области в постоянном контроле и наблюдении), зарянка, чёрный дрозд, большая синица, обыкновенная лазоревка, поползень, пищуха, зяблик. В эрозионных формах располагаются места обитания барсука, (редкий и уязвимый вид, не включенный в Красную книгу Московской области, но нуждающийся на территории области в постоянном контроле и наблюдении); здесь же наибольшей численности достигают травяная и остромордая лягушки.
На участках заказника, примыкающих к рабочему поселку Серебряные Пруды, отмечаются заходы синантропных и полусинантропных видов птиц и млекопитающих — домовой мыши, серой крысы, серой вороны.

## Объекты особой охраны заказника
Охраняемые экосистемы: полидоминантные широколиственные широкотравные леса с редкими видами растений.
Места произрастания и обитания охраняемых в Московской области, а также иных редких и уязвимых видов растений и животных, зафиксированных на территории заказника, перечисленных ниже, а также барсука.
Охраняемые в Московской области, а также иные редкие и уязвимые виды растений:
- виды, занесенные в Красную книгу Московской области: клен полевой, лук медвежий или черемша, любка зеленоцветковая, мытник Кауфмана, зубянка пятилистная, хохлатка Маршалла, чина чёрная;
- виды, являющиеся редкими и уязвимыми таксонами, не включенные в Красную книгу Московской области, но нуждающиеся на территории области в постоянном контроле и наблюдении: колокольчик крапиволистный, колокольчик широколистный.

Виды животных, являющиеся редкими и уязвимыми таксонами, не включенные в Красную книгу Московской области, но нуждающиеся на территории области в постоянном контроле и наблюдении: мухоловка-белошейка.